# Juan de Echevarría

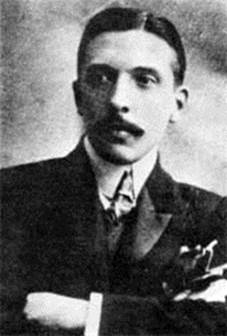
Juan de Echevarría (hacia 1900)

Juan de Echevarría Zuricalday (Bilbao, 14 de abril de 1875-Madrid, 8 de julio de 1931) fue un pintor español, representante del llamado «fauvismo español».

## Vida
Era hijo de Federico de Echevarría y de Felipa Zuricalday. Dada la dedicación paterna a la gran industria, éste parecía iba a ser el destino del futuro realista, al que se dio educación muy esmerada, cursando el bachillerato en Angulema y los estudios superiores en el Colegio Eton (Inglaterra) y en la Universidad de Mittweida (Alemania). Al terminar la carrera y regresar a España, falleció su madre, de la que heredó el gusto por la música. Ya no dudó más y marchó a París, concurriendo con cinco lienzos en 1911 al Salón de Otoño, lo que le valió los elogios de Guillaume Apollinaire.

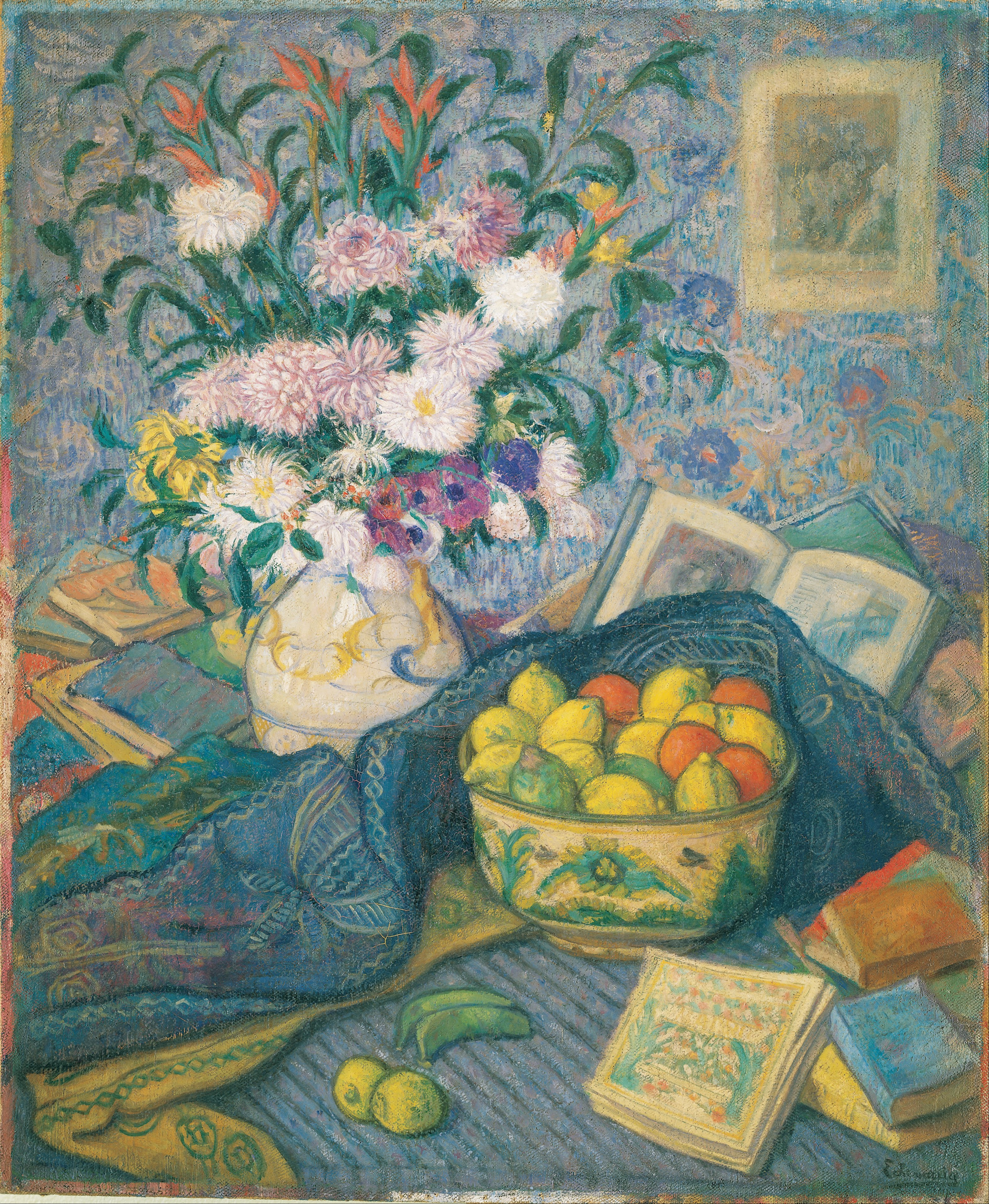
Florero con plátanos, limones y libros, c. 1917, óleo sobre lienzo, 125,5 x 140 cm, Bilbao, Museo de Bellas Artes de Bilbao.

Contrajo matrimonio en la Abadía de Westminster con Enriqueta Normand, y el nuevo matrimonio se instaló en Madrid. En 1916 presentó su primera exposición personal en el Ateneo. En septiembre de 1919 concurrió a la Exposición Internacional de Bilbao, donde le fue reservada una sala. En 1923 y 1926 hizo nuevas exposiciones en los salones de la Sociedad Española de Amigos del Arte, de Madrid. En 1930 pasó a Hendaya a compartir el destierro de su dilecto amigo Miguel de Unamuno. Regresó a Madrid, donde murió el 8 de junio de 1931.
Tuvo un sobrino pintor: Federico de Echevarría Uribe (Bilbao, 1911-Madrid, 2004).

## Obra

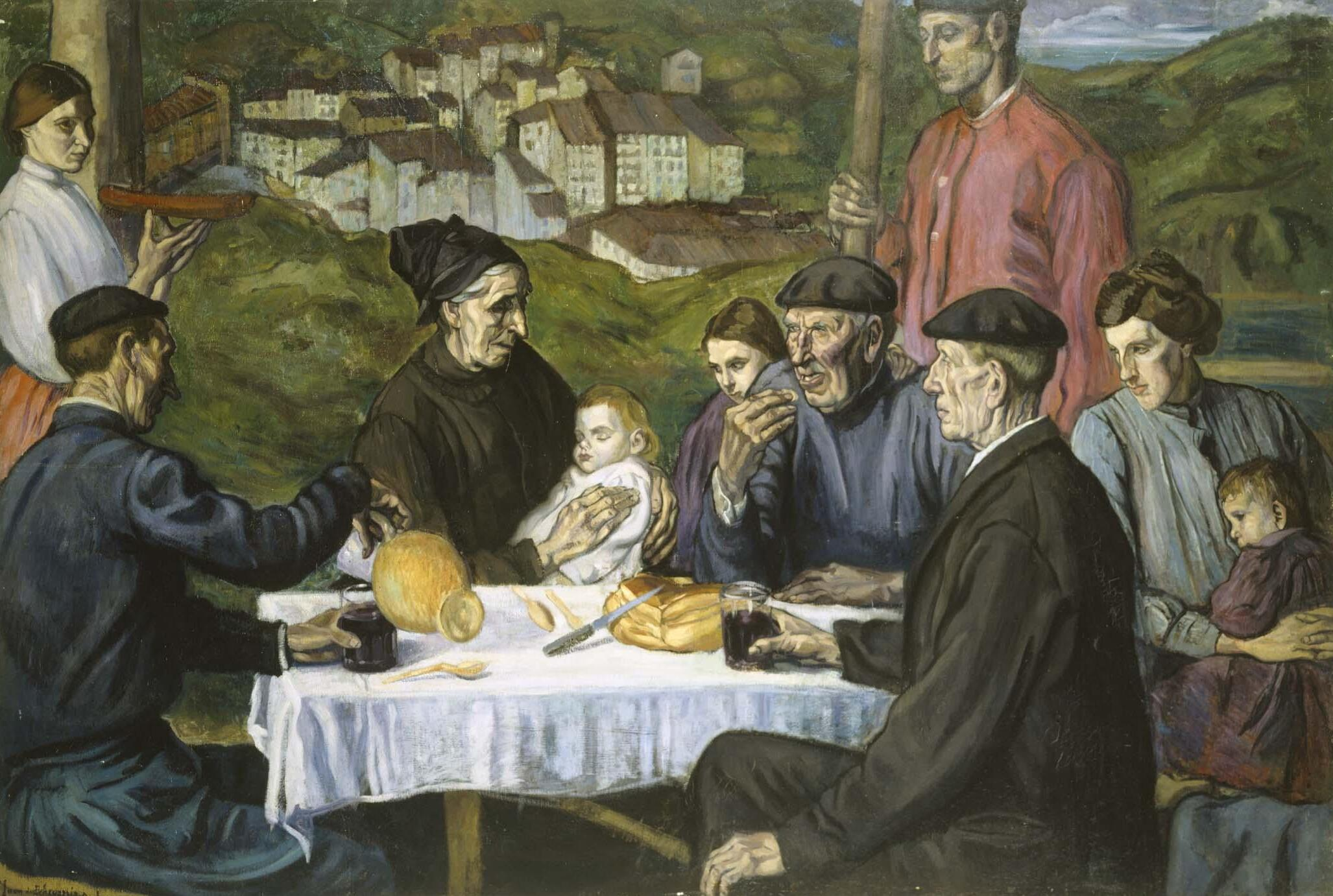
Merienda vasca en Ondárroa (1918-1919), Museo Nacional Centro de Arte Reina Sofía.

Gracias a las grandes exposiciones póstumas celebradas en Madrid los años 1949, 1955, 1961, 1965 y 1978, ha podido estudiarse su particular fauvismo, en ningún caso estridente ni arbitrario de color, sino equilibrado y sin duda inspirado en Gauguin. En cuanto a temas, se interesó por el pueblo gitano, sin explotar la vena folclórica, y también fue autor de limpios paisajes, generalmente de parajes bilbaínos y del Madrid de su tiempo, como el testimonial Paseo de la Castellana. Se ha valorado en especial su lienzo del Museo Nacional Centro de Arte Reina Sofía, Mestiza desnuda, tanto un homenaje a Gauguin como a la Olympia de Édouard Manet, ya que se repite el tema de la mujer desnuda —en este caso, polinésica—, acostada y atendida por una servidora.

## Géneros predilectos

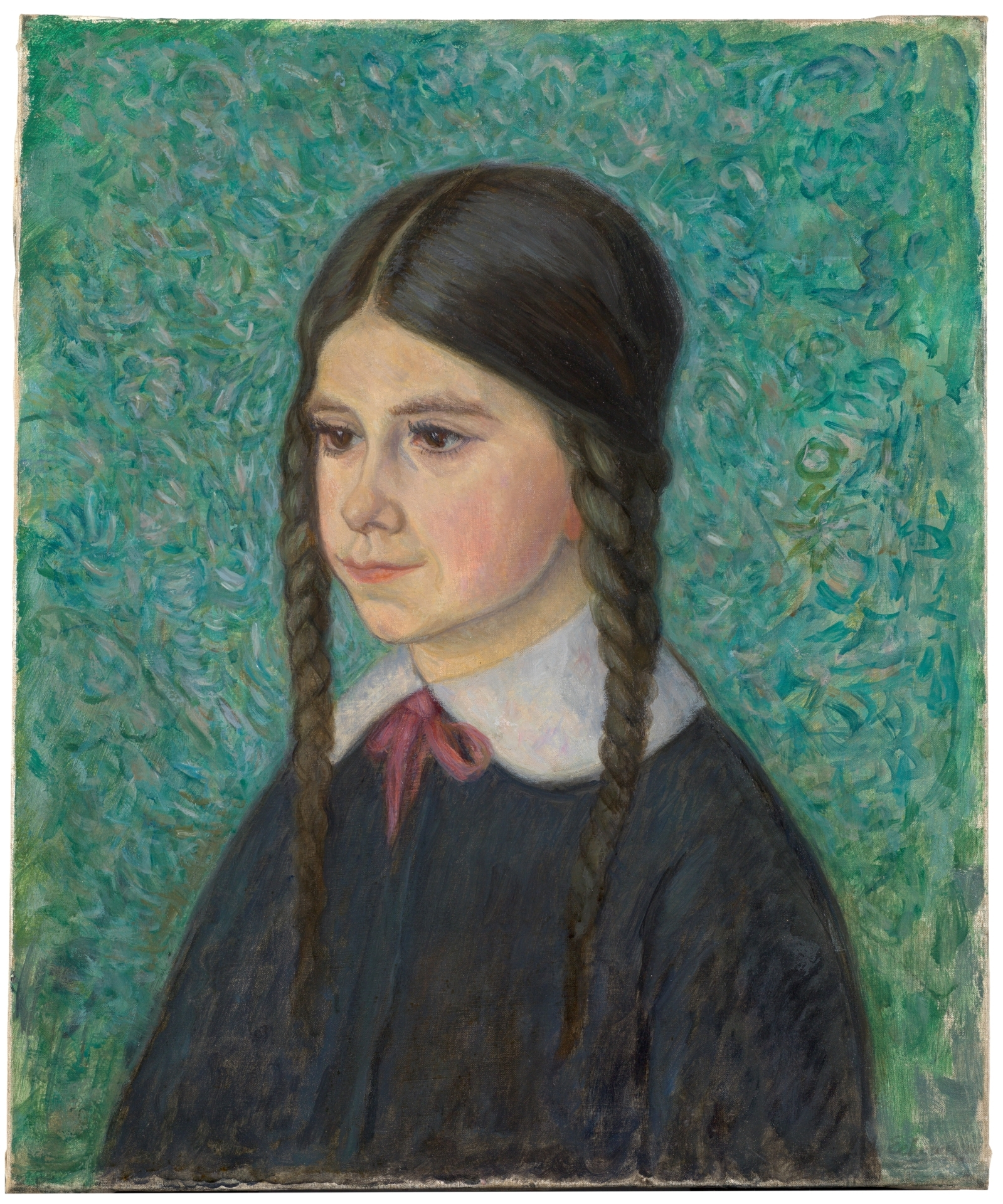
Mariquiña de Valle-Inclán, ca. 1928

Echevarría es especialmente conocido por su aportación a dos grandes géneros pictóricos: el bodegón y el retrato. En sus naturalezas inertes e interiores burgueses, además de los elementos normales, como frutas y búcaros con flores, el pintor vasco añade la personalidad de un libro, de una fotografía, de parte de un cuadro colgado en la pared, sin olvidar la policromía del tapete, y todo ello, resuelto con colores fríos, predominando verdes y amarillos.
Su afición por el retrato ha dejado testimonio documental de la intelectualidad de su época, la mayoría de ellos amigos suyos: Ramón del Valle-Inclán (investido de poncho americano, como evidente homenaje al autor de Tirano Banderas), Miguel de Unamuno, Pío Baroja, Juan Ramón Jiménez, Azorín. Además de los literatos, sobresale el retrato de Francisco Iturrino, su colega de pintura española fauve. Otro aspecto de la pintura de Echevarría menos conocido —porque no gustó de exponerlos— fue el aguafuerte.